# Knechtel KN-1
Die Knechtel KN-1 ist ein zweisitziger Motorsegler, der ab 1978 von Wilhelm Knechtel entwickelt und gebaut wurde.

## Geschichte
Wilhelm Knechtel begann mit dem Entwurf im Januar 1978, nachdem er zuvor an einer Ka 4 Rhönlerche ein neuartiges Antriebsprinzip getestet hatte. Konstruktion und Bau starteten im Folgejahr. Den ersten Flug des in seinem Keller entstandenen Motorseglers machte Knechtel am 23. April 1983 von der Grasbahn des Flugplatzes Aßlar nach ausgiebigen Rollversuchen.
Ausgestellt ist das Flugzeug mit dem Kennzeichen D-KNPF im Luftfahrt- und Technikmuseum am Flugplatz Merseburg.

## Konstruktion
Der freitragende Mitteldecker entstand unter Nutzung von Leitwerk und Tragflächen des Grob Twin-Astirs. Im Bugsegment des Sperrholz-Vorderrumpfes ist ein 1,7-Liter-Motor Limbach 1700 mit 80 PS (59 kW) installiert, der über eine Fernwelle und ein Zahnriemengetriebe mit 3:2-Untersetzung hinter dem Cockpit zwei selbstentwickelte Starrpropeller mit 1,25 Meter Durchmesser antreibt. Diese sind als Zugpropeller an in den Rumpf einklappbaren, seitlichen Auslegern montiert. Motorkühlluft strömt durch eine große Öffnung in der Rumpfnase hinein, der Auspuff befindet sich an der Rumpfunterseite vor dem Hauptfahrwerk. Nach Flugtests wurden diese Ausleger fixiert und stromlinienförmig ausgebildet und zweiflüglige Faltpropeller in Pusher-Konfiguration verwendet.
Das Cockpit hat zwei nebeneinander angeordnete Sitze und ist von einer eingestrakten, nach vorn öffnenden Acrylglashaube überspannt. Das Heckrad ist steuerbar, an den Flügelenden befinden sich Hilfsrädchen zum Rollen mit abgelegter Tragfläche.

## Technische Daten
| Kenngröße              | Daten                           |
| ---------------------- | ------------------------------- |
| Besatzung              | 1+1                             |
| Länge                  | 7,8 m                           |
| Spannweite             | 18 m                            |
| Höhe                   | 1,8 m                           |
| Flügelfläche           | 18 m²                           |
| Flügelstreckung        | 18                              |
| Flügelprofil           | Eppler 603                      |
| Gleitzahl              | 36 bei 110 km/h                 |
| Geringstes Sinken      | 0,75 m/s bei 90 km/h            |
| Leermasse              | 530 kg                          |
| Startmasse             | 760 kg                          |
| Flächenbelastung       | 42,2 kg/m²                      |
| Triebwerk              | ein Limbach 1700; 80 PS (59 kW) |
| Steiggeschwindigkeit   | 3,5 m/s                         |
| Mindestgeschwindigkeit | 80 km/h                         |
| Höchstgeschwindigkeit  | 275 km/h                        |